# Кустарный переулок (Санкт-Петербург)
Куста́рный переу́лок — переулок в Адмиралтейском районе Санкт-Петербурга. Проходит от Никольского переулка в сторону набережной Крюкова канала.

## Происхождение наименования
Имеет общее происхождение с названием Щепяного переулка, от бывшего Щепяного рынка. Одно время назывался Малым Щепяным переулком, а также Рыночным переулком. Своё нынешнее название получил 16 апреля 1887 года в связи с тем, что на рынке торговали в том числе и кустарными изделиями.

## Транспорт
Ближайшие станции метро — «Садовая», «Сенная пл.», «Спасская».
Ближайшие автобусные маршруты — №49, 50, 181
Ближайшие трамвайные маршруты —  №3

## Достопримечательности
- Дом № 3 (Щепяной переулок, 4 — 6)  памятник архитектуры (федеральный) — Сельдяной ряд Никольского рынка[1].